# Дам'ян Вуклішевич
Дам'ян Вуклішевич (словен. Damjan Vuklišević, нар. 28 червня 1995) — словенський футболіст, захисник клубу «Целє». Виступав також за низку словенських клубів. Триразовий чемпіон Словенії, дворазовий володар Суперкубка Словенії та володар Кубка Словенії.

## Клубна кар'єра
Дам'ян Вуклішевич народився 1995 року. Займався в юнацьких командах футбольних клубів «Слован» (Любляна), «Інтерблок» та «Марибор». У 2013 році Вуклішевич розпочав грати за першу команду клубу «Марибор», проте за короткий час його віддали в оренду до клубу «Вержей», з якої він повернувся наступного року. У складі «Марибора» футболіст грав до 2016 року, та став у його складі дворазовим чемпіоном Словенії та дворазовим володарем Суперкубка Словенії.
У 2016 році Вуклішевич перейшов до клубу «Кршко» на умовах річної оренди, а в 2017—2018 роках грав у складі клубу «Рудар» (Веленє) на умовах постійного контракту. У 2018 році словенський захисник перейшов до складу чеського клубу «Слован», у якому грав до 2019 року.
З 2019 до 2022 року Дам'ян Вуклішевич грав на батьківщині у складі клубу «Домжале». З 2022 року футболіст грає у складі соловенського клубу «Целє». У складі команди Вуклішевич у сезоні 2023—2024 років став чемпіоном Словенії. а в сезоні 2024—2025 років став володарем Кубка Словенії.

## Виступи за збірні
У 2011 році Дам'ян Вуклішевич дебютував у складі юнацької збірної Словенії, загалом на юнацькому рівні взяв участь у 27 іграх.

## Титули і досягнення
- Чемпіон Словенії (3):

«Марибор»: 2013–2014, 2014–2015
«Публікум» (Цельє): 2023–2024
- Володар Суперкубка Словенії (2):

«Марибор»: 2013, 2014
- Володар Кубка Словенії (1):

«Публікум» (Цельє): 2024–2025